# Un mundo de amor
Un mundo de amor es una película argentina filmada en Eastmancolor y dirigida por Mario Sabato, según el guion de Diego Santillán  y Luz Tambascio, que se estrenó el 17 de julio de 1974. Tuvo como actores principales a Andrea Del Boca, Ubaldo Martínez, Miguel Ligero y Nelly Beltrán. Participación especial de la cantante infantil Andrea Rosa Ferrari.

## Sinopsis
Los abuelos paternos reclaman la tenencia de una huerfanita que está siendo criada por su abuelo materno, y de la cual nunca se habían ocupado anteriormente.

## Reparto
- Andrea Del Boca
- Ubaldo Martínez
- Miguel Ligero
- Nelly Beltrán
- Betiana Blum
- Augusto Codecá
- Martín Fonseca
- Marta Ecco
- Carlos Gros
- Blanca Lagrotta

## Comentarios
La Nación opinó:

”Mario Sabato aceptó sin discutir la regla del juego. Dirigió al “monstruo” como lo requiere este tipo de fábula optimista dándole la mayor importancia.”

Osvaldo Iakkidis en El Cronista Comercial dijo:

”Un mundo monótono.”

Manrupe y Portela escriben:

”Orfandad de padre y madre, abuelo titiritero y cardíaco, disputa de mayores que olvidan todo ante la dulzura infantil, lágrimas. Un film con las constantes de la estrella en sus años de niñez.”